# Поль Беранже
Поль Раймон Беранже — громадський та політичний діяч держави Маврикій.

## Життєпис
Народився 26 березня 1945 р. в сім'ї білих французів на Британському Маврикії. Вищу освіту отримав 1966 р. у Бангорському університеті (Уельс, Велика Британія) за спеціальністю «філософія», бакалавр філософії. Значний вплив на формування поглядів Беранже справив студентський рух у Франції 1968, за участь у якому він був висланий з Франції. Після повернення у Маврикій в 1968 р. створив молодіжну організацію «Клуб студентів, що борються». У 1969 разом з іншими діячами створив партію Маврикійський бойовий рух та очолив її. За антиурядову діяльність кілька разів зазнавав арештів. У 1976 р. його партія набрала більшість голосів і він став депутатом парламенту Маврикію. Проте правлячі партії об'єднались і не дали йому прийти до влади. У 1982—1983 був міністром фінансів в коаліційному уряді А.Джагнота. З 1983 р. — лідер опозиції. У 1991—1994 та 1995—1997 — міністр закордонних справ Маврикію в коаліційному уряді. З 30 вересня 2003 до 5 липня 2005 — прем'єр-міністр Маврикію.